# Copa del Generalísimo 1969/70
Die Copa del Generalísimo 1969/70 war die 66. Austragung des spanischen Fußballpokalwettbewerbes, der heute unter dem Namen Copa del Rey stattfindet.
Der Wettbewerb startete am 24. September 1969 und endete mit dem Finale am 28. Juni 1970 im Camp Nou in Barcelona. Titelverteidiger des Pokalwettbewerbes war Atlético Bilbao. Den Titel gewann Real Madrid durch einen 3:1-Erfolg im Finale gegen den FC Valencia. Damit qualifizierten sich die Madrilenen für den Europapokal der Pokalsieger 1970/71.

## Erste Runde
Die Hinspiele wurden zwischen dem 24. September und 22. Oktober, die Rückspiele zwischen dem 22. Oktober und 12. November 1969 ausgetragen.
|                            | Gesamt |                      | Hinspiel | Rückspiel |
| -------------------------- | ------ | -------------------- | -------- | --------- |
| Alondras CF                | 0:2    | UD Cacabelense       | 0:1      | 0:1       |
| CD Ourense                 | 1:4    | Real Santander       | 1:1      | 0:3       |
| CD Lugo                    | 4:0    | CD Rayo Cantabria    | 4:0      | 0:0       |
| SD Compostela              | 1:1    | CD Laredo            | 1:1      | 0:0       |
| Fabril Deportivo La Coruña | 3:2    | SD Indautxu          | 2:0      | 1:2       |
| CD Ensidesa                | 4:1    | FC Palencia          | 2:0      | 2:1       |
| SD Hullera Vasco-Leonesa   | 2:5    | UP Langreo           | 1:0      | 1:5       |
| Cultural Leonesa           | 7:1    | CD San Martín        | 6:0      | 1:1       |
| CD Turón                   | 5:1    | CD Júpiter Leonés    | 2:0      | 3:1       |
| SD Ponferradina            | 4:1    | SD Vetusta           | 4:0      | 0:1       |
| Gimnástica de Torrelavega  | 6:4    | Real Avilés          | 5:0      | 1:4       |
| Club Atlético Gijón        | 2:5    | Sestao SC            | 2:2      | 0:3       |
| FC Barakaldo               | [ 1 ]  | Tolosa CF            |          |           |
| CD Baskonia                | 2:0    | Caudal Deportivo     | 2:0      | 0:0       |
| CD Logroñés                | 4:3    | Deportivo Alavés     | 3:2      | 1:1       |
| CD Guecho                  | 7:2    | CD Motrico           | 4:1      | 3:1       |
| San Sebastián CF           | 2:1    | UD Lérida            | 2:0      | 0:1       |
| FC Girona                  | 2:0    | Real Unión Irún      | 2:0      | 0:0       |
| Iruña CF                   | 3:4    | UD Figueras          | 0:1      | 2:3       |
| Olot CF                    | 3:3    | CD Oberena           | 3:1      | 0:2       |
| SD Huesca                  | 3:4    | Lloret CF            | 1:0      | 2:4       |
| CF Calella                 | 5:2    | CD Calahorra         | 3:1      | 2:1       |
| Moncada CF                 | 2:9    | CD Tudelano          | 2:4      | 0:5       |
| CF Reus Deportivo          | [ 2 ]  | Utebo CF             |          |           |
| Gimnástico de Tarragona    | 2:2    | CD Aragón            | 2:0      | 0:2       |
| Villanueva CF              | 1:2    | CD Tudelano          | 1:0      | 0:2       |
| CA Monzón                  | 2:5    | Villafranca CF       | 1:1      | 1:4       |
| UDA Gramenet               | 7:3    | CD Binéfar           | 3:1      | 4:2       |
| CD Numancia                | 0:1    | Real Europa Delicias | 0:0      | 0:1       |
| FC Terrassa                | 5:0    | CD Menorca           | 2:0      | 3:0       |
| CD Europa                  | 4:2    | CD Manacor           | 2:1      | 2:1       |
| CA Cataluña                | 1:2    | UD Mahón             | 1:1      | 0:1       |
| FC Badalona                | 4:5    | CD Atlético Baleares | 4:2      | 0:3       |
| CD Tortosa                 | 5:3    | CD Samboyano         | 4:1      | 1:2       |
| CD Soledad                 | 0:5    | CD Condal            | 0:1      | 0:4       |
| SD Ibiza                   | 1:3    | Hércules Alicante    | 0:1      | 1:2       |
| CD Cartagena               | 13:2   | UD Alzira            | 7:0      | 6:2       |
| SD Sueca                   | 5:3    | CD Calvo Sotelo      | 4:0      | 1:3       |
| CF Gandía                  | 5:2    | Torrente CF          | 2:0      | 3:2       |
| Deportivo Xerez            | 6:5    | Real Jaén            | 4:0      | 2:5       |
| CD Eldense                 | 2:2    | UD Oliva             | 2:1      | 0:1       |
| Paiporta CF                | 3:2    | Novelda CF           | 3:1      | 0:1       |
| CD Mestalla                | 4:2    | Albacete Balompié    | 1:0      | 3:2       |
| Atlético Cartagena         | 2:5    | CD Onda              | 0:1      | 2:4       |
| La Unión CF                | 2:5    | FC Villarreal        | 2:1      | 0:4       |
| Imperial CF                | 4:2    | CD Benicarló         | 3:0      | 1:2       |
| Orihuela Deportivo CF      | 3:1    | CA Marbella          | 3:0      | 0:1       |
| CD Iliturgi                | 7:5    | Atlético Ceuta       | 3:2      | 4:3       |
| Triana Balompié            | 1:3    | CD Valdepeñas        | 1:0      | 0:3       |
| Sevilla Atlético           | 3:2    | Teneriffa Atlético   | 1:0      | 2:2       |
| AD Adra                    | 2:5    | Melilla CF           | 2:1      | 0:4       |
| CD Alcoyano                | 2:2    | RSD Alcalá           | 2:0      | 0:2       |
| Real Linense               | 1:2    | AD Plus Ultra        | 1:0      | 0:2       |
| Reyfra Atlético OJ         | 5:1    | FC Algeciras         | 5:0      | 0:1       |
| Aviaco Madrileño CF        | 4:6    | CD Alcalá            | 4:3      | 0:3       |
| CD Colonia Moscardó        | 7:3    | CD San Fernando      | 6:0      | 1:3       |
| Estepona CF                | 4:7    | CD Talavera          | 4:3      | 0:3       |
| FC Extremadura             | 1:7    | RC Portuense         | 1:2      | 0:5       |
| FC Cádiz                   | 3:2    | Mérida Industrial CF | 3:2      | 0:0       |
| CD Badajoz                 | 2:2    | Jerez Industrial     | 1:0      | 1:2       |
| SD Unión África Ceutí      | 1:2    | CP Cacereño          | 0:1      | 1:1       |
| CD Plasencia               | 1:3    | Recreativo Huelva    | 0:1      | 1:2       |
| CD Manchego                | 3:5    | Levante UD           | 2:0      | 1:5       |

### Entscheidungsspiele
|                         | Ergebnis |                  |
| ----------------------- | -------- | ---------------- |
| SD Compostela           | 3:0      | CD Laredo        |
| Olot CF                 | 1:2      | CD Oberena       |
| Gimnástico de Tarragona | 2:1      | CD Aragón        |
| CD Eldense              | 3:1      | UD Oliva         |
| CD Alcoyano             | 3:2      | RSD Alcalá       |
| CD Badajoz              | 3:1      | Jerez Industrial |

## Zweite Runde
Die Hinspiele wurden zwischen dem 26. November und 3. Dezember, die Rückspiele am 10. und 11. Dezember 1969 ausgetragen.
|                           | Gesamt |                            | Hinspiel | Rückspiel |
| ------------------------- | ------ | -------------------------- | -------- | --------- |
| Cultural Leonesa          | 2:2    | CD Lugo                    | 2:0      | 0:2       |
| FC Barakaldo              | 3:1    | CD Turón                   | 3:0      | 0:1       |
| UD Cacabelense            | 2:5    | Fabril Deportivo La Coruña | 1:1      | 1:4       |
| Gimnástica de Torrelavega | 1:1    | CD Ensidesa                | 1:0      | 0:1       |
| UP Langreo                | 1:2    | Real Santander             | 1:0      | 0:2       |
| SD Compostela             | 3:4    | SD Ponferradina            | 2:0      | 1:4       |
| CD Tudelano               | 2:6    | Sestao SC                  | 2:3      | 0:3       |
| CD Baskonia               | 2:2    | CD Oberena                 | 1:2      | 1:0       |
| San Sebastián CF          | 5:0    | CD Guecho                  | 2:0      | 3:0       |
| Real Europa Delicias      | 3:2    | CD Logroñés                | 3:0      | 0:2       |
| UD Barbastro              | 4:3    | Gimnástico de Tarragona    | 3:0      | 1:3       |
| UD Figueras               | 4:2    | CD Onda                    | 3:0      | 1:2       |
| CF Reus Deportivo         | 2:3    | UD Mahón                   | 1:0      | 1:3       |
| FC Terrassa               | 2:2    | CD Atlético Baleares       | 2:1      | 0:1       |
| CD Tortosa                | 1:1    | FC Girona                  | 1:1      | 0:0       |
| AD Plus Ultra             | 0:4    | CD Alcoyano                | 0:1      | 0:3       |
| Lloret CF                 | 2:2    | SD Sueca                   | 2:1      | 0:1       |
| Paiporta CF               | 3:7    | CF Calella                 | 1:2      | 2:5       |
| Villafranca CF            | 2:2    | CD Mestalla                | 2:1      | 0:1       |
| Levante UD                | 6:1    | UDA Gramenet               | 4:0      | 2:1       |
| FC Villarreal             | 4:4    | CD Europa                  | 4:1      | 0:3       |
| CD Eldense                | 6:2    | CD Condal                  | 5:1      | 1:1       |
| Hércules Alicante         | 4:2    | CD Talavera                | 1:0      | 3:1       |
| RC Portuense              | 1:4    | CD Cartagena               | 1:1      | 0:3       |
| CF Gandía                 | 0:3    | CD Colonia Moscardó        | 0:0      | 0:3       |
| Imperial CF               | [ 3 ]  | Deportivo Xerez            |          |           |
| CD Alcalá                 | 2:5    | Orihuela Deportivo CF      | 2:2      | 0:3       |
| CP Cacereño               | 1:4    | Sevilla Atlético           | 1:2      | 0:2       |
| Reyfra Atlético OJ        | 3:3    | CD Iliturgi                | 3:2      | 0:1       |
| Recreativo Huelva         | 4:4    | CD Badajoz                 | 4:2      | 0:2       |
| CD Valdepeñas             | 2:4    | Melilla CF                 | 1:0      | 1:4       |

- FC Cádiz erhielt ein Freilos.

### Entscheidungsspiele
|                           | Ergebnis |                      |
| ------------------------- | -------- | -------------------- |
| Cultural Leonesa          | 1:2      | CD Lugo              |
| Gimnástica de Torrelavega | 3:1      | CD Ensidesa          |
| CD Baskonia               | 1:2      | CD Oberena           |
| FC Terrassa               | 2:1      | CD Atlético Baleares |
| CD Tortosa                | 2:1      | FC Girona            |
| Lloret CF                 | 0:2      | SD Sueca             |
| Villafranca CF            | 0:3      | CD Mestalla          |
| FC Villarreal             | 1:0      | CD Europa            |
| Reyfra Atlético OJ        | 4:0      | CD Iliturgi          |
| Recreativo Huelva         | 1:2      | CD Badajoz           |

## Dritte Runde
Die Hinspiele wurden am 6. und 14. Januar, die Rückspiele am 14. und 21. Januar 1970 ausgetragen.
|                           | Gesamt |                            | Hinspiel | Rückspiel |
| ------------------------- | ------ | -------------------------- | -------- | --------- |
| CD Alcoyano               | 3:4    | FC Barakaldo               | 3:1      | 0:3       |
| CD Eldense                | 4:3    | Real Europa Delicias       | 4:0      | 0:3       |
| FC Villarreal             | 2:7    | CD Colonia Moscardó        | 2:4      | 0:3       |
| Gimnástica de Torrelavega | 3:4    | CD Lugo                    | 1:0      | 2:4       |
| FC Cádiz                  | 5:3    | FC Terrassa                | 4:1      | 1:2       |
| San Sebastián CF          | 0:2    | CD Cartagena               | 0:0      | 0:2       |
| Sestao SC                 | 4:3    | UD Figueras                | 3:1      | 1:2       |
| CD Oberena                | 2:1    | Imperial CF                | 2:0      | 0:1       |
| SD Ponferradina           | 3:3    | Levante UD                 | 3:1      | 0:2       |
| Sevilla Atlético          | 1:2    | Hércules Alicante          | 1:1      | 0:1       |
| CD Mestalla               | 4:2    | Fabril Deportivo La Coruña | 2:1      | 2:1       |
| Real Santander            | 4:2    | CD Badajoz                 | 3:0      | 1:2       |

- Freilose: UD Barbastro, UD Mahón, CD Tortosa, SD Sueca, CF Calella, Orihuela Deportivo CF, Reyfra Atlético OJ und Melilla CF.

### Entscheidungsspiele
|                 | Ergebnis |            |
| --------------- | -------- | ---------- |
| SD Ponferradina | 1:0      | Levante UD |

## Vierte Runde
Die Hinspiele wurden am 4. und 10. Februar, die Rückspiele am 10., 18. und 25. Februar 1970 ausgetragen.
|                       | Gesamt |                     | Hinspiel | Rückspiel |
| --------------------- | ------ | ------------------- | -------- | --------- |
| UD Mahón              | 1:2    | RCD Español         | 0:0      | 1:2       |
| Melilla CF            | 0:5    | CD Málaga           | 0:2      | 0:3       |
| FC Córdoba            | 2:1    | Real Santander      | 2:0      | 0:1       |
| SD Ponferradina       | 3:7    | Bilbao Atlético     | 2:5      | 1:2       |
| Club Ferrol           | 4:0    | Hércules Alicante   | 4:0      | 0:0       |
| CD San Andrés         | 8:4    | CD Colonia Moscardó | 5:1      | 3:3       |
| FC Burgos             | 7:2    | CD Lugo             | 4:2      | 3:0       |
| Reyfra Atlético OJ    | 0:2    | CD Castellón        | 0:1      | 0:1       |
| Betis Sevilla         | 4:3    | Sestao SC           | 3:2      | 1:1       |
| CD Tortosa            | 2:3    | UD Salamanca        | 2:0      | 0:3       |
| CD Ilicitano          | 3:2    | SD Sueca            | 3:0      | 0:2       |
| UD Barbastro          | 1:5    | Ontinyent CF        | 1:1      | 0:4       |
| Orihuela Deportivo CF | 3:2    | CD Ourense          | 3:2      | 0:0       |
| FC Barakaldo          | 1:3    | Real Murcia         | 0:0      | 1:3       |
| Real Oviedo           | 2:2    | CD Cartagena        | 2:2      | 0:0       |
| CD Oberena            | 0:2    | Rayo Vallecano      | 0:1      | 0:1       |
| CF Calella            | 3:8    | CA Osasuna          | 2:0      | 1:8       |
| CD Eldense            | 3:2    | Real Valladolid     | 1:1      | 2:1       |
| Calvo Sotelo CF       | 2:5    | CD Mestalla         | 1:2      | 1:3       |
| FC Cádiz              | 3:1    | Real Gijón          | 3:0      | 0:1       |

### Entscheidungsspiele
|             | Ergebnis |              |
| ----------- | -------- | ------------ |
| Real Oviedo | 1:0      | CD Cartagena |

## Fünfte Runde
Die Hinspiele wurden am 11. März, die Rückspiele am 19. und 25. März 1970 ausgetragen.
|               | Gesamt |              | Hinspiel | Rückspiel |
| ------------- | ------ | ------------ | -------- | --------- |
| CD Eldense    | 1:2    | CD Castellón | 1:0      | 0:2       |
| CD Ilicitano  | 0:1    | CA Osasuna   | 0:0      | 0:1       |
| Real Oviedo   | 3:1    | FC Burgos    | 1:1      | 2:0       |
| CD San Andrés | 0:1    | CD Mestalla  | 0:0      | 0:1       |

- Freilose: Real Murcia, Ontinyent CF, Betis Sevilla, FC Cádiz, FC Córdoba, Club Ferrol, RCD Español, CD Málaga, Rayo Vallecano, Orihuela Deportiva CF, Bilbao Atlético und UD Salamanca.

## Runde der letzten 32
Die Hinspiele wurden am 1., 2. und 3. Mai, die Rückspiele am 9. und 10. Mai 1970 ausgetragen.
|                       | Gesamt |                     | Hinspiel | Rückspiel |
| --------------------- | ------ | ------------------- | -------- | --------- |
| Atlético Madrid       | 4:1    | FC Córdoba          | 2:1      | 2:0       |
| Betis Sevilla         | 2:2    | Deportivo La Coruña | 1:1      | 1:1       |
| Bilbao Atlético       | 2:2    | Celta Vigo          | 1:1      | 1:1       |
| FC Cádiz              | 2:3    | Atlético Bilbao     | 1:1      | 1:2       |
| CD Castellón          | 2:5    | Real Madrid         | 2:2      | 0:3       |
| FC Elche              | 1:4    | Club Ferrol         | 1:1      | 0:3       |
| RCD Español           | 3:4    | CF Barcelona        | 2:1      | 1:3       |
| FC Granada            | 2:1    | Rayo Vallecano      | 1:0      | 1:1       |
| CD Málaga             | 1:2    | UD Las Palmas       | 1:0      | 0:2       |
| CD Mestalla           | 2:4    | CD Sabadell         | 2:1      | 0:3       |
| Real Murcia           | 4:2    | FC Sevilla          | 4:0      | 0:2       |
| Orihuela Deportivo CF | 3:2    | RCD Mallorca        | 3:1      | 0:1       |
| CA Osasuna            | 1:6    | FC Valencia         | 0:3      | 1:3       |
| FC Pontevedra         | 3:2    | Ontinyent CF        | 2:0      | 1:2       |
| Real Sociedad         | 2:2    | Real Oviedo         | 2:0      | 0:2       |
| Real Saragossa        | 1:0    | UD Salamanca        | 1:0      | 0:0       |

### Entscheidungsspiele
|                 | Ergebnis |                     |
| --------------- | -------- | ------------------- |
| Betis Sevilla   | 1:0      | Deportivo La Coruña |
| Bilbao Atlético | 0:1      | Celta Vigo          |
| Real Sociedad   | 1:0      | Real Oviedo         |

## Achtelfinale
Die Hinspiele wurden am 16. und 17. Mai, die Rückspiele am 23. und 24. Mai 1970 ausgetragen.
|                 | Gesamt |                       | Hinspiel | Rückspiel |
| --------------- | ------ | --------------------- | -------- | --------- |
| Atlético Madrid | 2:3    | Atlético Bilbao       | 1:1      | 1:2       |
| Betis Sevilla   | 0:2    | Club Ferrol           | 0:1      | 0:1       |
| Celta Vigo      | 1:3    | CF Barcelona          | 1:0      | 0:3       |
| Real Murcia     | 5:1    | Orihuela Deportivo CF | 3:0      | 2:1       |
| UD Las Palmas   | 3:4    | Real Madrid           | 2:0      | 1:4       |
| FC Pontevedra   | 1:10   | Real Saragossa        | 1:2      | 0:8       |
| CD Sabadell     | 2:1    | Real Sociedad         | 2:0      | 0:1       |
| FC Valencia     | 4:2    | FC Granada            | 3:0      | 1:2       |

## Viertelfinale
Die Hinspiele wurden am 30. Mai und 3. Juni, die Rückspiele am 6. und 10. Juni 1970 ausgetragen.
|                | Gesamt |                 | Hinspiel | Rückspiel |
| -------------- | ------ | --------------- | -------- | --------- |
| Real Madrid    | 3:1    | CF Barcelona    | 2:0      | 1:1       |
| CD Sabadell    | 2:3    | Atlético Bilbao | 2:1      | 0:2       |
| FC Valencia    | 4:3    | Club Ferrol     | 1:1      | 3:2       |
| Real Saragossa | 9:1    | Real Murcia     | 4:0      | 5:1       |

## Halbfinale
Die Hinspiele wurden am 13. Juni, die Rückspiele am 20. Juni 1970 ausgetragen.
|             | Gesamt |                 | Hinspiel | Rückspiel |
| ----------- | ------ | --------------- | -------- | --------- |
| Real Madrid | 2:1    | Atlético Bilbao | 0:1      | 2:0       |
| FC Valencia | 2:1    | Real Saragossa  | 2:0      | 0:1       |

## Finale
| Real Madrid                                  | Real Madrid | FC Valencia | FC Valencia |
| -------------------------------------------- | --- | --- | ----------- |
| Real Madrid                                  | \| 28. Juni 1970 in Barcelona (Camp Nou) \| \| Ergebnis: 3:1 (1:1) \| \| Zuschauer: 80.000 \| \| Schiedsrichter: José María Ortiz de Mendíbil \|                                                                                        | \| 28. Juni 1970 in Barcelona (Camp Nou) \| \| Ergebnis: 3:1 (1:1) \| \| Zuschauer: 80.000 \| \| Schiedsrichter: José María Ortiz de Mendíbil \|                                               | FC Valencia |
| Real Madrid                                  | Andrés Junquera – José Luis López, Gregorio Benito, Manuel Sanchis – Ignacio Zoco, Toni Grande – Ramón Grosso (10. Sebastián Fleitas), Pirri, Amancio (19. Juan Planelles), Manuel Velázquez, Francisco Gento Cheftrainer: Miguel Muñoz | Abelardo González – Antón, Juan Cruz Sol, Tatono, Aníbal Pérez – Paquito, Poli (71. José Ramón Fuertes) – José Claramunt, Fernando Ansola, José Nebot, Vicente Jara Cheftrainer: Enrique Buqué | FC Valencia |
| Real Madrid                                  | 1:0 Pirri (34., FE) 2:1 Juan Planelles (60.) 3:1 Sebastián Fleitas (65.) | 1:1 Vicente Jara (38., FE) | FC Valencia |
| 28. Juni 1970 in Barcelona (Camp Nou)        | | |             |
| Ergebnis: 3:1 (1:1)                          | | |             |
| Zuschauer: 80.000                            | | |             |
| Schiedsrichter: José María Ortiz de Mendíbil | | |             |